# HP Neoview
HP Neoview fue una línea de almacenes de datos y servidores de inteligencia empresarial basados en la línea NonStop de la empresa Hewlett Packard. Actuaba como un servidor de base de datos, proporcionando NonStop OS y NonStop SQL, pero carecía de la funcionalidad de procesamiento de transacciones de los sistemas NonStop originales.
La línea fue retirada y no se comercializa desde el 24 de enero del año 2011.